# Leucanthemum virgatum
Leucanthemum virgatum là một loài thực vật có hoa trong họ Cúc. Loài này được (Desr.) Clos mô tả khoa học đầu tiên.